# 化学合成生物

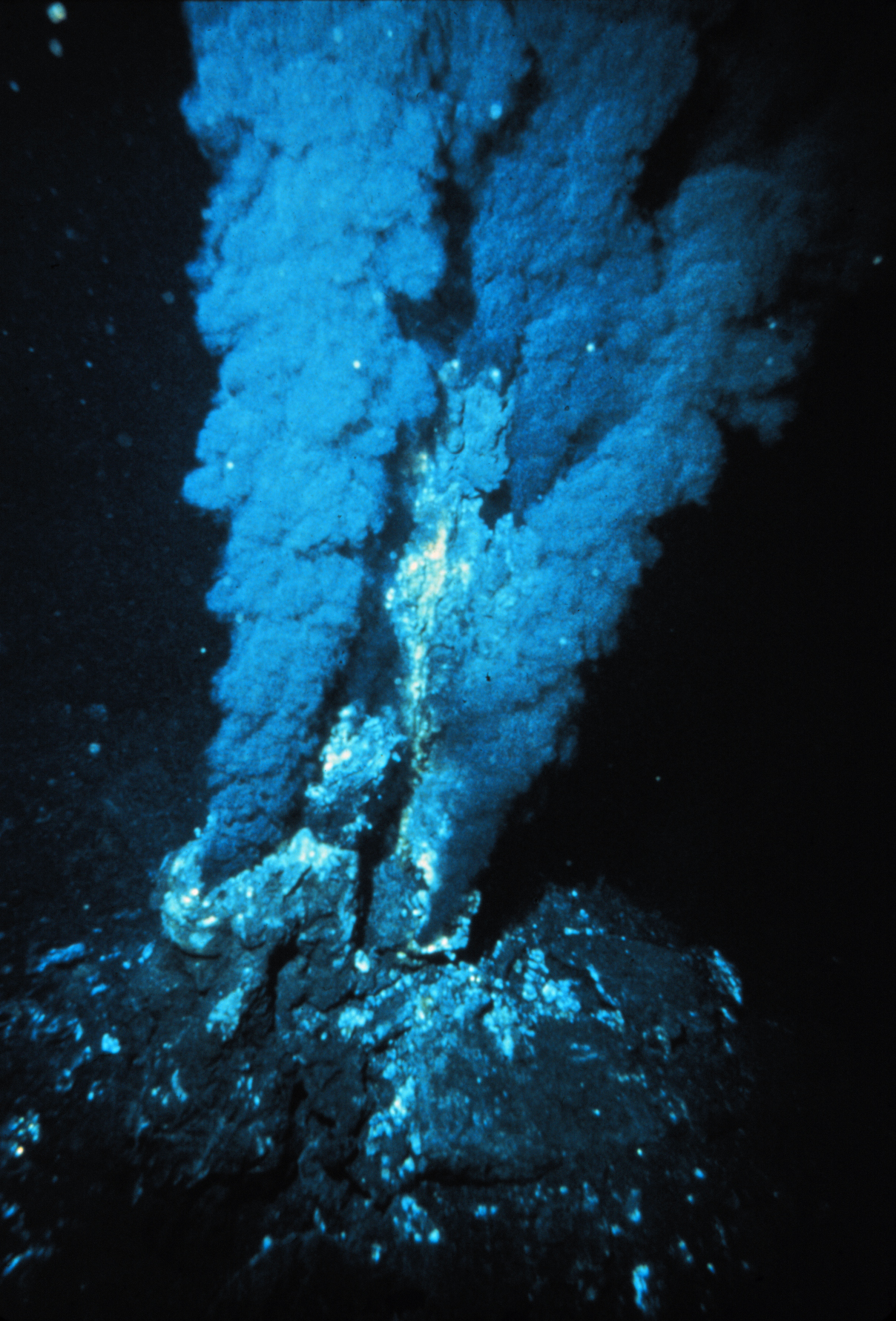
大西洋に存在するブラックスモーカー。化学合成生物にエネルギーや栄養を供給する

化学合成生物（かがくごうせいせいぶつ Chemotroph）は、周囲環境にある電子供与体の酸化によってエネルギーを得る生物である。化学栄養生物とも言う。
使う分子は有機物の場合もあるし無機物を使う例もある。前者の場合は化学合成有機栄養生物（chemoorganotroph）、後者の場合は化学合成無機栄養生物（chemolithotroph）と言う。化学合成生物は、太陽光エネルギーを利用する光合成生物と対比する呼称である。
化学合成生物は、独立栄養生物または、従属栄養生物である。
化学合成独立栄養生物（Chemoautotrophs, chemotrophic autotroph）は、化学反応からエネルギーを得ることに加えて、必要な全ての有機化合物を二酸化炭素から合成する。化学合成独立栄養生物が利用するエネルギー源は、硫化水素、硫黄、酸化鉄(II)、水素分子、アンモニアなどがある。ほとんどは真正細菌か古細菌で、往々にして熱水噴出口のような極限環境に棲息しており、その生態系の一次生産者である。

化学合成独立栄養生物は一般的にいくつかのグループに分類される。メタン菌、メタン酸化菌、硫黄細菌、水素細菌、鉄酸化菌、硝酸菌、亜硝酸菌、アナモックス菌（anammox=「嫌気性アンモニア酸化」）。化学合成無機栄養生物の成長は劇的に早いことがある。チオミクロスピラ属の Thiomicrospira crunogena は、およそ1時間で分裂する。
化学合成従属栄養生物（Chemoheterotrophs, chemotrophic heterotrophs）は、有機物を作るための炭素固定の能力を持たない。化学合成従属栄養生物は、無機物質からのエネルギーを利用する化学合成無機従属栄養生物（chemolithoheterotrophs）である場合もあり、たとえば硫黄などの無機物をエネルギー源とする。一方で、炭水化物、脂質、タンパク質などの有機物をエネルギー源とする化学合成有機従属栄養生物（chemoorganoheterotrophs）に当たるものもある。

## 鉄・マンガンバクテリア
深海において、鉄バクテリア（鉄酸化バクテリア）は、鉄(II)を鉄(III)に酸化することでエネルギーを得ている。この反応によって得られた電子が細胞のエネルギーとなり、光合成などで行われる光によるエネルギー獲得（phototrophism）の代わりになる。
- 通常、鉄バクテリアは、鉄分が高濃度の場所にのみ生息できる。たとえば新鮮な溶岩床や、鉄分を含む熱水活動のある場所などである。海洋のほとんどの場所では、溶存酸素による酸化作用と、原核生物の鉄分取り込み作用のため、鉄分が不足している。

- 溶岩床はマントル中の鉄を直接バクテリアに供給する。しかし形成されて間もない火成岩だけが、十分な水準の酸化されていない鉄分を供給することができる。さらに、この反応には酸素が必要であるため、これらのバクテリアは酸素がより豊富な海洋上層に多く存在する。

- 鉄バクテリアが鉄分を岩石から取り出す方法は、まだ正確にはわかっていない。おそらく酸化鉄(II)を岩石表面から優先して取り込むための、何らかの酵素や化合物が存在しているものと考えられている。岩石の風化が、どの程度生物的な作用によるか、無生物的な作用によるかも判断がついていない。

- 深海の熱水噴出口はまた、大量の溶解した鉄分を放出し、バクテリアの生存を可能にする。さらに、噴出口周辺の高い温度勾配は、それぞれの温度に適応した多種多様のバクテリアが共存することを可能にする。

- 化学合成独立栄養性バクテリアは、見逃されがちだが深海の生態系にとって重要な食料源を提供する。それらが無い場合、深海生態系はわずかな太陽光と有機物を受け取るだけになる。

マンガン酸化バクテリアは、火成岩をほぼ同じような方法で使用する。マンガン(II)をマンガン(IV)に酸化するのである。海洋地殻中においては、マンガンは鉄よりはるかに少ない。しかし、火成岩のガラス成分から取り出すことはより容易である。さらに、マンガンの酸化においては、2個の電子が得られるので、鉄を酸化するときよりも倍のエネルギーが得られる。マンガン酸化バクテリアに関しては、研究や記録があまり無いので、未知の部分が多く残されている。